# Turkish Blend
 (avril 2025).
Motif : page déjà supprimée en 2012, voir Discussion:Turkish Blend/Admissibilité.
- Archive Wikiwix
- Bing
- Cairn
- DuckDuckGo
- E. Universalis
- Gallica
- Google
- G. Books
- G. News
- G. Scholar
- Persée
- Qwant
- (zh) Baidu
- (ru) Yandex

| 1. | Préciser le motif de la pose du bandeau. | Précisez le motif de la pose du bandeau en utilisant la syntaxe suivante : {{admissibilité à vérifier\|date=avril 2025\|motif=remplacez ce texte par le motif}}                    |
| 2. | Informer les utilisateurs concernés.     | Pensez à avertir le créateur de l'article, par exemple, en insérant le code ci-dessous sur sa page de discussion : {{subst:avertissement admissibilité à vérifier\|Turkish Blend}} |

Turkish Blend était un groupe de musique pop algérien populaire dans les années 1960 et 1970. Le groupe était composé de deux cousins, Malik et Yacine, originaires du quartier de Bab El Oued à Alger. Turkish Blend était connu pour ses mélodies accrocheuses et ses paroles romantiques. Leurs chansons étaient souvent chantées en français et en anglais, ce qui les rendait populaires auprès d'un large public en Algérie et en France.